# Levate
Levate är en ort och kommun i provinsen Bergamo i regionen Lombardiet i Italien. Kommunen hade 3 765 invånare (2018).